# Gal Yekutiel
Gal Yekutiel –en hebreo, גל יקותיאל– (nacido el 4 de noviembre de 1981) es un deportista israelí que compitió en judo. Ganó una medalla de bronce en el Campeonato Europeo de Judo de 2007, en la categoría de –60 kg.

## Palmarés internacional
| Campeonato Europeo | Campeonato Europeo | Campeonato Europeo | Campeonato Europeo |
| Año                | Lugar              | Medalla            | Categoría          |
| ------------------ | ------------------ | ------------------ | ------------------ |
| 2007               | Belgrado (Serbia)  | Medalla de bronce  | –60 kg             |